# Tlacuatzin balsasensis
Tlacuatzin balsasensis is een zoogdier uit de familie van de opossums (Didelphidae). De wetenschappelijke naam van de soort werd voor het eerst geldig gepubliceerd door Arcangeli, Light, & Cervantes in 2018.

## Taxonomie
De soort werd tot 2018 als een populatie van Tlacuatzin canescens beschouwd, maar werd op basis van genetisch en morfometrisch onderzoek als nieuwe soort beschreven.

## Voorkomen
De soort komt voor ten zuiden van de Trans-Mexicaanse Vulkanengordel in het stroomgebied van de Balsasrivier in Mexico, van oostelijk Jalisco tot Puebla en Oaxaca.